# Frank Berberich
Frank Berberich (* 1949 in Wiesbaden) ist ein deutscher Kulturjournalist. Er ist Gründer, Herausgeber und Chefredakteur der deutschen Ausgabe der Zeitschrift Lettre International. Er ist auch Geschäftsführer der Lettre International Verlags GmbH.

## Leben
1979 war Berberich Mitbegründer der Berliner Die Tageszeitung (taz). Er verließ die Redaktion gemeinsam mit Arno Widmann bereits im November 1980, auch aus Unzufriedenheit wegen der schwierigen Platzierung kultureller Themen in der taz, die von den beiden zum Abschied als „lebender Leichnam“ bezeichnet wurde. 1988 publizierte Berberich die erste deutsche Ausgabe von Lettre International. Ziel war die Schaffung einer internationalen, interdisziplinären in verschiedenen Sprachen und Ländern erscheinenden intellektuellen Publikation sowie eines europäischen Ideennetzwerkes.
In den ersten Jahren arbeitete Berberich verlegerisch mit der tageszeitung zusammen, Mitte der 1990er Jahre wurde die Lettre International Verlags GmbH selbständig.
Als Autor tritt Berberich – abgesehen von gelegentlichen Editorials – nicht in Erscheinung, er beschränkt sich auf Interviews. Gesprächspartner waren u. a. Paul Virilio, Abdelwahab Meddeb und Amir Hassan Cheheltan.
Anfangs nutzte Berberich seine Kulturzeitschrift auch als Basis für weitere kulturelle Projekte. Dafür konnte der Verlag in der Vergangenheit Unterstützung von Kultureinrichtungen, Stiftungen und Unternehmen einwerben. Zuletzt finanzierte die Aventis Foundation von 2002 bis 2006 einen Weltpreis für die besten literarischen Reportagen Lettre Ulysses Award.

## Persönliche Auszeichnungen
- 2010: Kulturjournalist des Jahres 2009 durch das Medium Magazin[6]
- 2010: Will-Grohmann-Preis der Berliner Akademie der Künste[7]
- 2010: Nominierung für den Henri-Nannen-Preis, Kategorie Sonderpreis[8]